# Laparus doris
Heliconius doris, bướm cánh dài Doris hoặc bướm Doris (danh pháp cũ: Laparus doris) là một loài bướm ngày trong họ Bướm giáp. Nó được biết đến là một loài đa hình tham gia vào các vòng bắt chước Müllerian khác nhau trên khắp Trung Mỹ và rừng mưa Amazon. Nó là một loài được quan tâm đặc biệt trong khoa học sinh học về cơ sở di truyền và vai trò của tính đa hình (sinh học) trong sinh thái và tiến hóa.
Nó thường được tìm thấy từ mực nước biển đến 1200 m trong rừng.
Ấu trùng chủ yếu ăn các loài Passiflora ligularis. Con trưởng thành ăn mật hoa từ hoa Lantana, với con cái cũng thu thập phấn hoa từ hoa Psiguria và Psychotia.

## Phân loài
Được liệt kê theo thứ tự bảng chữ cái:
- Heliconius doris delila (Hübner, [1813]) – (Peru)
- Heliconius doris dives (Oberthür, 1920) – (Colombia, Venezuela)
- Heliconius doris doris (Linnaeus, 1771) – (Surinam, Guiana thuộc Pháp, Guyana, Colombia, Bolivia, Peru, Brazil)
- Heliconius doris obscurus (Weymer, 1891) – (Colombia, Ecuador)
- ?Heliconius doris virescens Riffarth, 1901
- Heliconius doris viridis (Staudinger, 1885) – (Panama, Honduras)
- Heliconus doris morralli (Cast, 2019) – (Trinidad)

## Hình ảnh

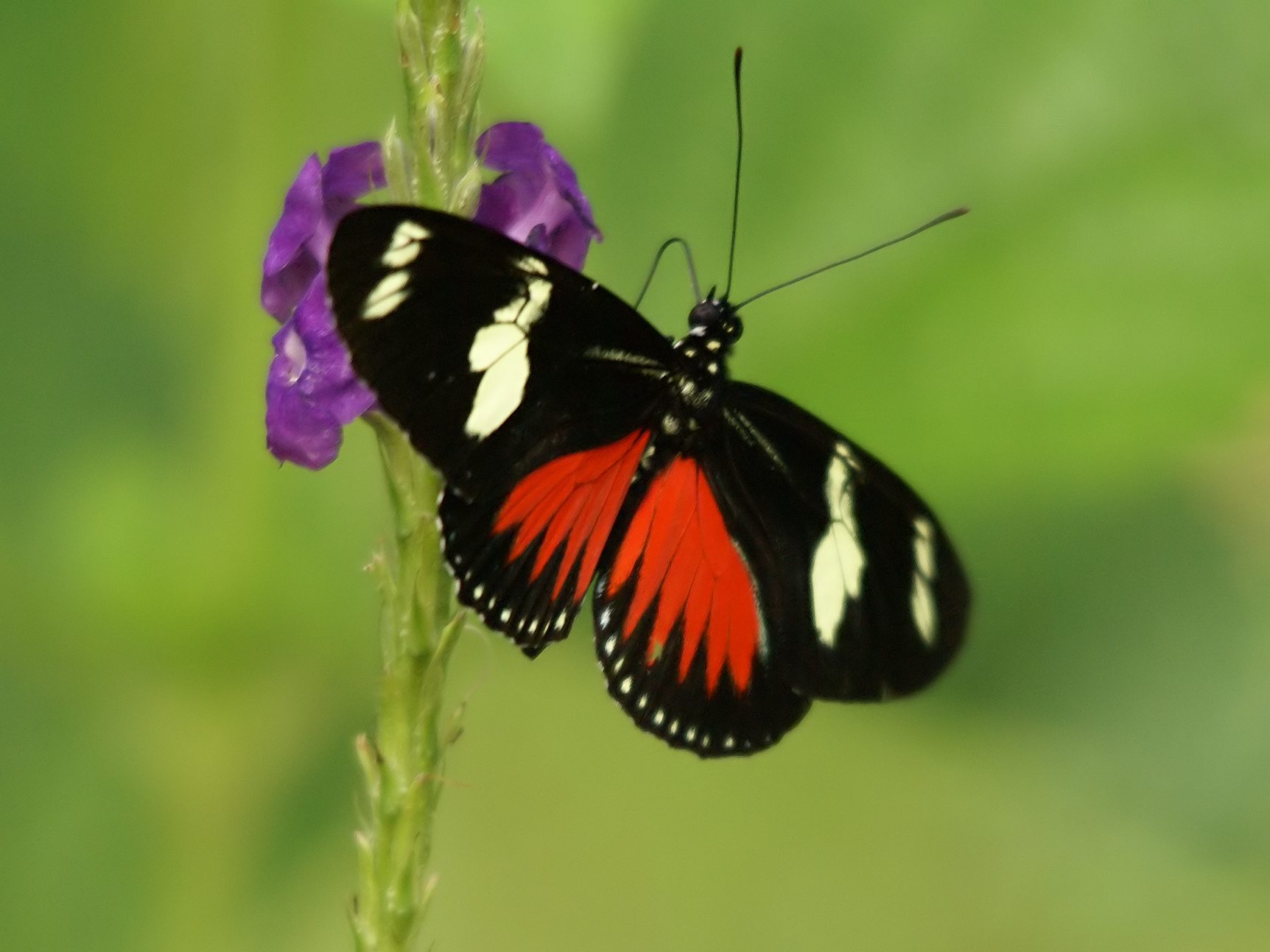
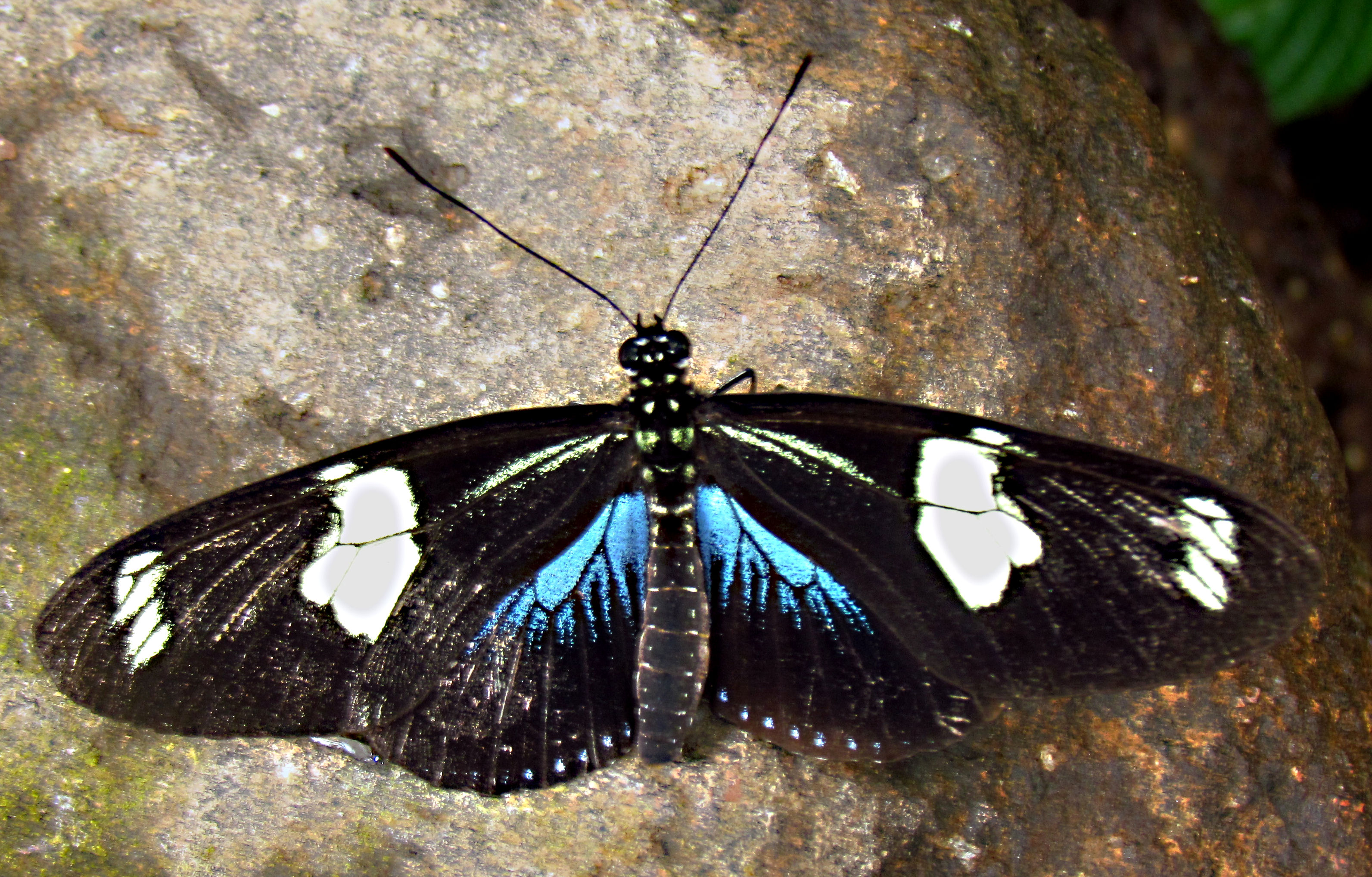
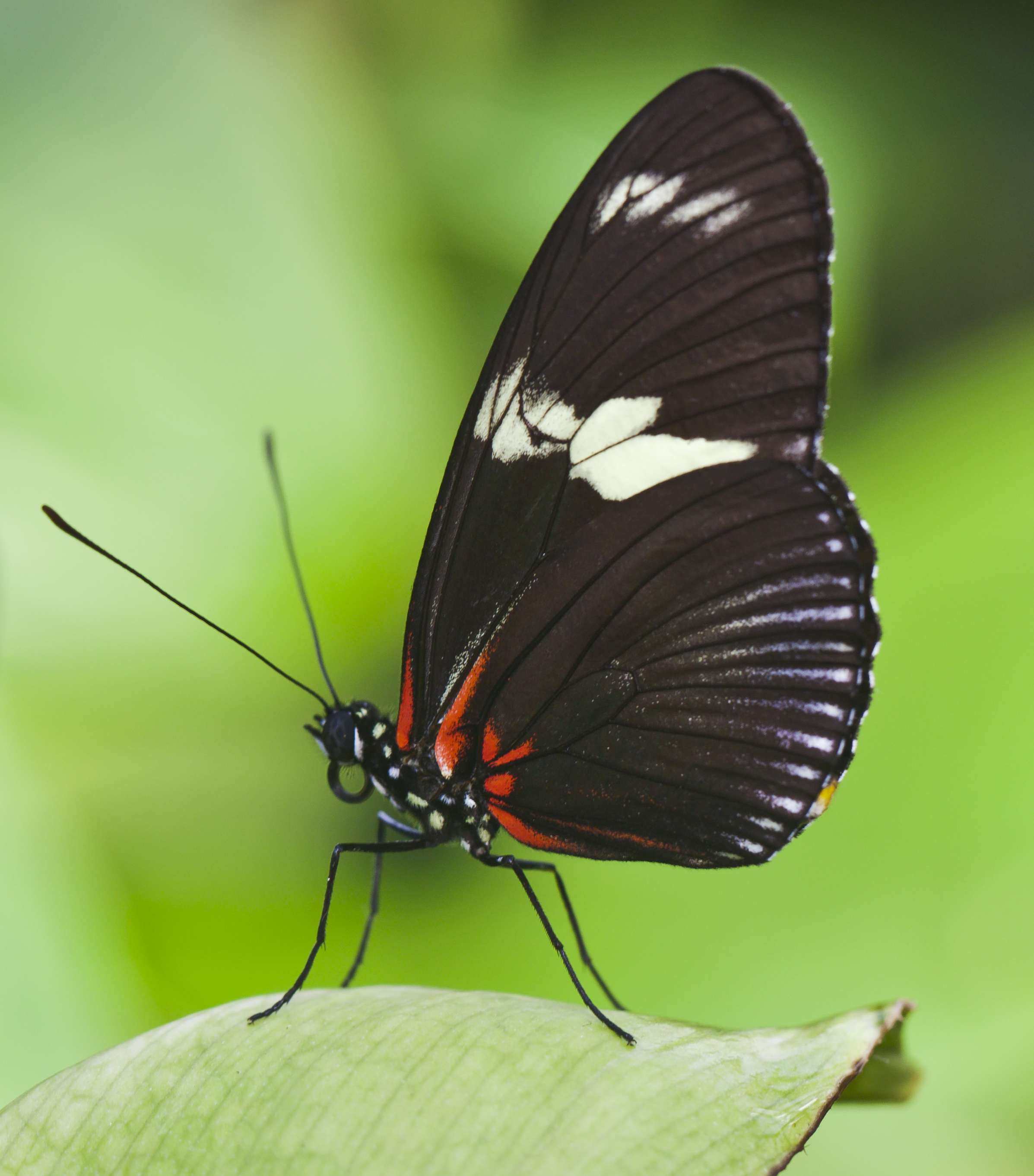
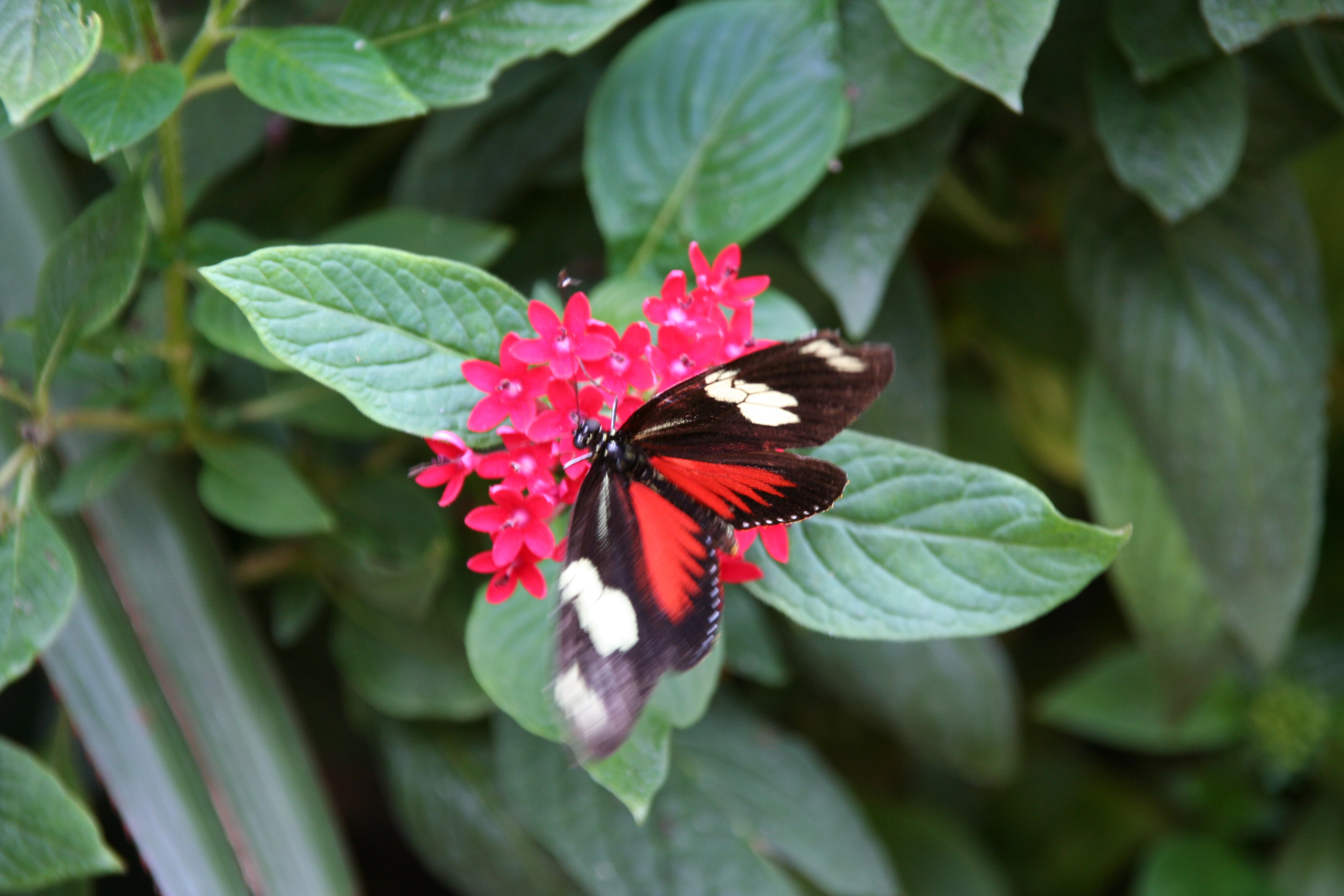
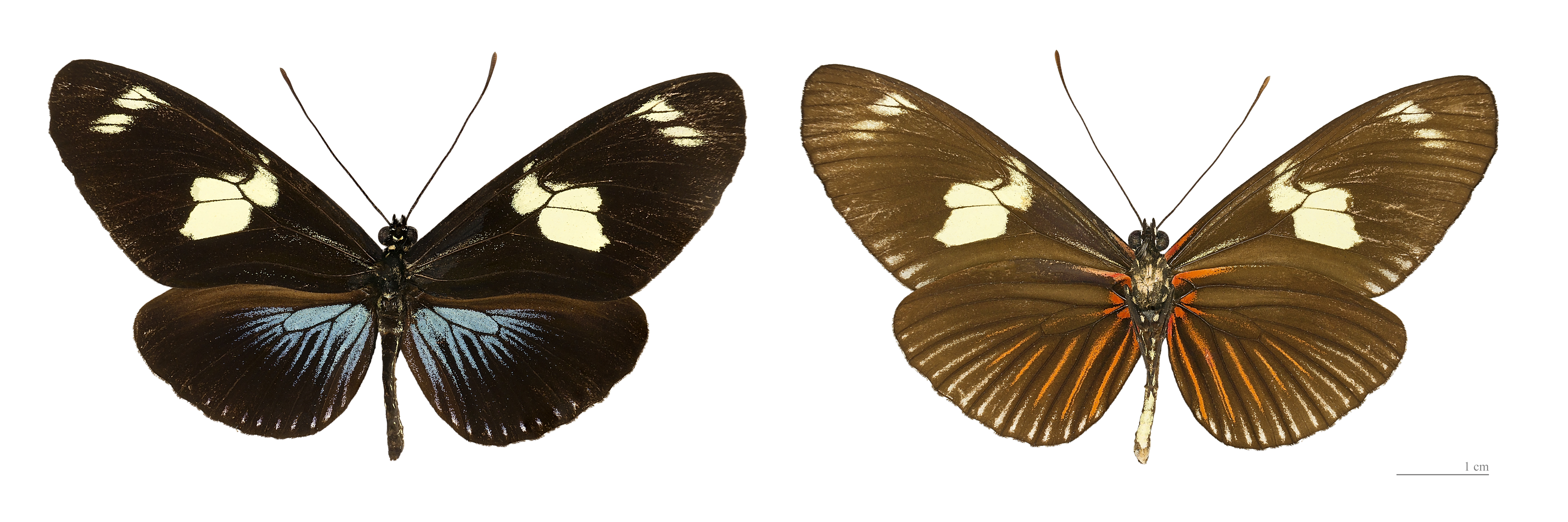
H. d. doris - MHNT
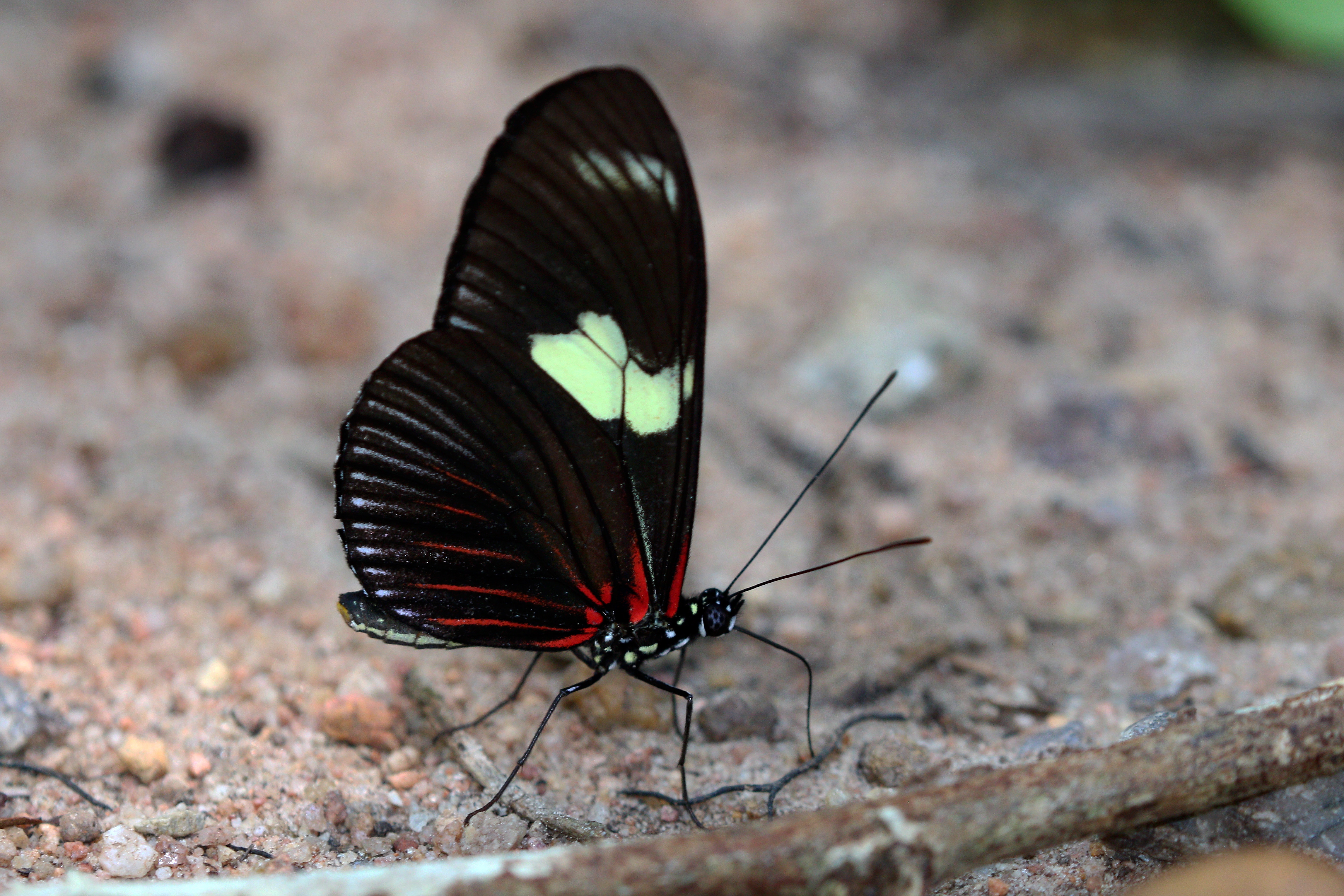
H. d. doris, Rayed longwing, sông Cristalino, Nam Amazon, Brazil
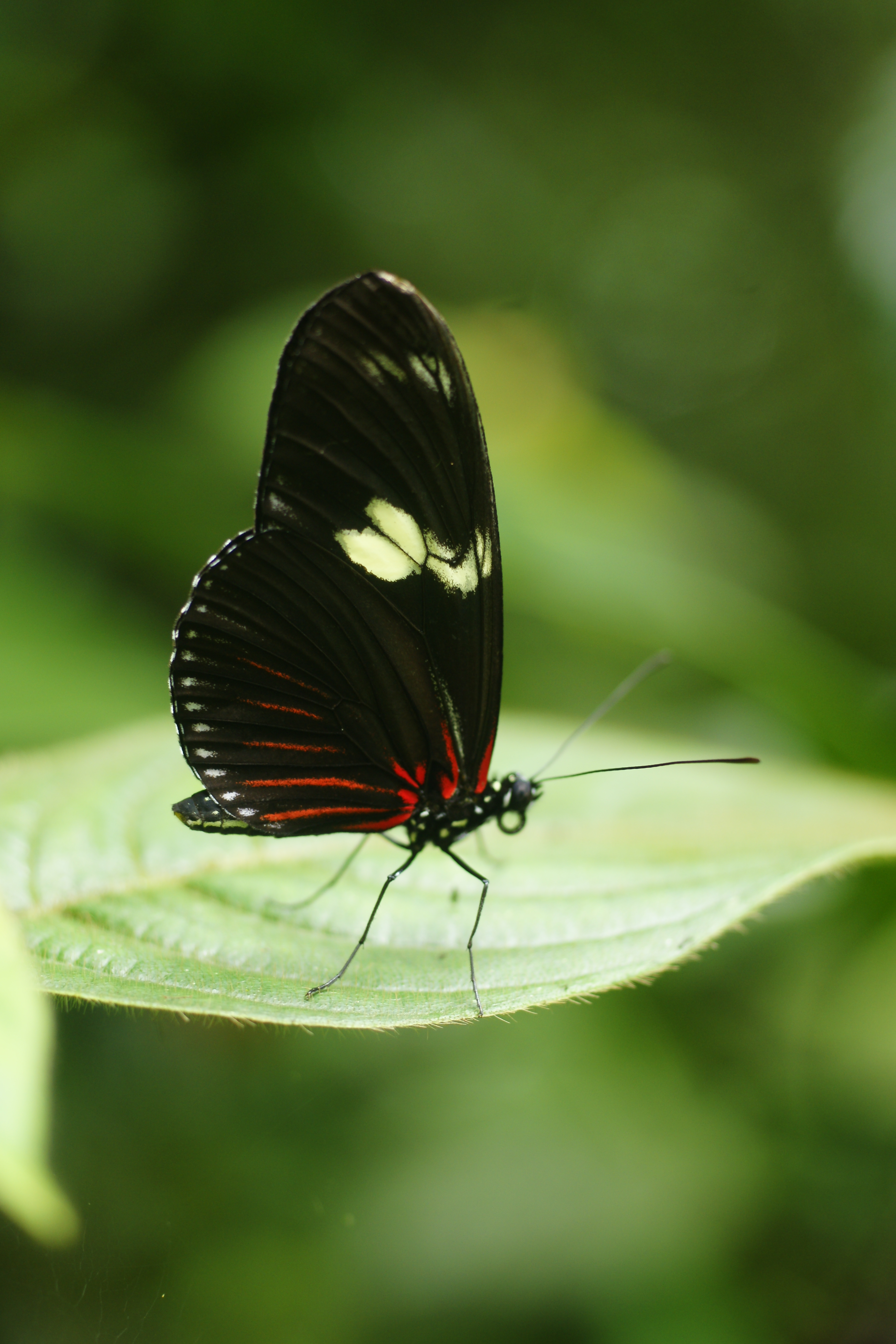
H. d. viridis, Las Horquetas, Costa Rica